# Euchone hancocki
Euchone hancocki är en ringmaskart som beskrevs av Banse 1970. Euchone hancocki ingår i släktet Euchone och familjen Sabellidae. Inga underarter finns listade i Catalogue of Life.